# Silvia Semenzin
Silvia Semenzin (Montebelluna, 1991) es una investigadora académica y activista italiana especializada en sociología digital cuyo trabajo se centra en la violencia de género digital, los derechos digitales y las tecnologías emergentes, especialmente blockchain. Es especialmente conocida por su investigación y denuncia del abuso sexual basado en la difusión no consentida de imágenes privadas ( pornografía de venganza ) que impulsó la ley italiana sobre el tema.

## Trayectoria
Semenzin estudió una licenciatura en Ciencias Políticas en la Universidad de Padua, con un intercambio Erasmus en la Universidad Complutense de Madrid (UCM). Estudió un Máster en Comunicación Social en la misma UCM, y posteriormente realizó un Doctorado conjunto en Sociología Digital por la Universidad de Milán y la Universidad de Turín. Su doctorado exploró los imaginarios de blockchain, examinando la dinámica de poder y la discriminación algorítmica en contextos mediados digitalmente.
Durante su doctorado, trabajó para la Universidad de Trento investigando el cibercrimen. También colaboró con el equipo de Stefania Milan de la Universidad de Ámsterdam, en el seguimiento de datos de Pornhub. En este período investigó el abuso sexual basado en imágenes en grupos de Telegram, atrayendo la atención internacional.
Al finalizar el doctorado, trabajó como investigadora postdoctoral en la Universidad Complutense de Madrid, en el equipo de becas del Consejo Europeo de Investigación de Samer Hassan, y como profesora en la Universidad de Ámsterdam. Posteriormente obtuvo una beca postdoctoral Juan de la Cierva para continuar su trabajo en la UCM. En este período, ha continuado su investigación sobre los aspectos sociales de las tecnologías blockchain, al tiempo que intenta crear conciencia sobre sus peligros.

## Activismo y compromiso social
Mientras investigaba sobre el abuso sexual basado en imágenes, participó en actividades de denuncia. En noviembre de 2018, fue promotora y portavoz,de la campaña nacional italiana “Intimità Violata”, con la ayuda de Amnistía Internacional y otras organizaciones,  para pedir una ley contra el abuso sexual basado en imágenes (porno de venganza). La petición en línea logró 80.000 firmas en dos semanas, y obtuvo amplia atención de los medios de comunicación. La campaña logró el apoyo de políticos como la expresidenta del Parlamento italiano Laura Boldrini, especialmente después de la desestimación del caso de suicidio de Tiziana Cantone. Unos meses más tarde, en abril de 2019, el Parlamento italiano aprobó una ley que penaliza el abuso sexual basado en imágenes, lo que convirtió la campaña en un éxito.
Desde entonces, se ha convertido en una referente en la defensa de los derechos de las personas en materia de violencia de género en línea, y participa de manera haabitual en medios de comunicación como RTVE, Vanity Fair, Wired, [ GQ, ANSA, RAC 1, y otros. Ha hablado sobre el tema en múltiples foros internacionales, incluidas dos charlas TED, Amnistía Internacional, Save the Children, la UE, o la cumbre mundial sobre el abuso sexual basado en imágenes. También jugó un papel clave en la implementación de una ley contra la violencia sexual digital en Ecuador apoyando a Isabella Nuques y Mae Montaño. Escribió un libro sobre el tema, y defendiendo la necesidad de educación sobre estos temas cofundó una ONG sobre educación sexual.
En lo que respecta a su defensa de los derechos digitales, forma parte de la junta directiva de la Organización Holandesa de Derechos Cibernéticos, que ha abogado por cláusulas de no discriminación en la Ley de Inteligencia Artificial de la UE .  Además, ha trabajado como periodista para varios periódicos digitales, en Italia, España, y una plataforma de debate online estadounidense.

## Publicaciones

### Libros
- Bainotti, Lucia; Semenzin, Silvia (2021). Donne tutte puttane: revenge porn e maschilità egemone. La città e la metropoli. Andria: Durango edizioni. ISBN 978-88-99476-49-6.

### Artículos
- Rama, Ilir; Bainotti, Lucia; Gandini, Alessandro; Giorgi, Giulia; Semenzin, Silvia; Agosti, Claudio; Corona, Giulia; Romano, Salvatore (3 de abril de 2023). «The platformization of gender and sexual identities: an algorithmic analysis of Pornhub». Porn Studies (en inglés) 10 (2): 154-173. ISSN 2326-8743. doi:10.1080/23268743.2022.2066566.
- Semenzin, Silvia; Rozas, David; Hassan, Samer (26 de julio de 2022). «Blockchain-based application at a governmental level: disruption or illusion? The case of Estonia». Policy and Society (en inglés) 41 (3): 386-401. ISSN 1449-4035. doi:10.1093/polsoc/puac014.
- Semenzin, Silvia; Gandini, Alessandro (1 de febrero de 2021). «Automating Trust with the Blockchain? A Critical Investigation of "Blockchain 2.0" Cultures». Global Perspectives (en inglés) 2 (1). doi:10.1525/gp.2021.24912.
- Semenzin, Silvia; Bainotti, Lucia (2020). «The Use of Telegram for Non-Consensual Dissemination of Intimate Images: Gendered Affordances and the Construction of Masculinities». Social Media + Society (en inglés) 6 (4): 205630512098445. ISSN 2056-3051. doi:10.1177/2056305120984453.